# Bard College Berlin
Bard College Berlin, A Liberal Arts University, est une université privée à Berlin, Allemagne, fondée en 1999 sous le nom de "European College of Liberal Arts" (ECLA). C'est une institution à but non lucratif, qui suit les traditions de l'éducation des arts libéraux dans le domaine des disciplines humanistes. 

## Programme
Actuellement, Bard College Berlin offre les "programmes" suivant:
- B.A. en Humanities, the Arts, and Social Thought (4 ans)
- B.A. en Economics, Politics, and Social Thought (4 ans)
- Academy Year (programme d'une année pour des étudiants en première année)
- Project Year (programme d'une année pour des étudiants avancés)
- Begin in Berlin (programme d'un semestre pour des étudiants qui sont inscrits à Bard College à New York mais veulent commencer leurs études à Berlin)
- Arts and Society in Berlin (programme d'un semestre pour des étudiants intéressés par les arts)
- LAB Berlin (programme d'un semestre ou une année pour des étudiants de Bard College à New York et des autres universités américaines)

Le Program for International Education and Social Change (programme pour une formation internationale et le changement social) a été introduit en 2016 au Bard College Berlin. Il permet aux étudiants des régions affectées par des crises économique, sociale et/ou politique d'avoir accès aux études d’arts libéraux au Bard College Berlin, grâce à des bourses complètes. Ce programme s’inscrit dans une longue tradition d’engagement du Bard College.
Les cours comprennent diverses formes de rencontre et de discussion avec la métropole de Berlin, y compris des visites de musées, des cours sur l'histoire et la culture. Les stages et l’engagement civique sont également encouragés. Le réseau du Bard College Berlin offre aux étudiants en troisième année des possibilités d'échange à l'étranger et de programmes d'études au Kirghizistan, en Cisjordanie, en Russie, en Hongrie et aux États-Unis (Annandale-on-Hudson, New York). Bard College Berlin entretient également des partenariats Erasmus en France et aux Pays-Bas: Sciences Po Paris, Amsterdam University College, Leiden University College, University College Utrecht et Université de Strasbourg entre autres.
Le programme Bachelor au Bard College Berlin est conçu pour huit semestres et compte 240 crédits ECTS. Deux parcours sont proposés: Humanities, the Arts, and Social Thought ainsi que Economics, Politics, and Social Thought. Ils ont été accrédités par ACQUIN en 2013 et 2015 respectivement. Bard College Berlin est reconnu aux Etats-Unis à travers la Middle States Commission on Higher Education. En Allemagne, l’université est accrédité institutionnellement au niveau national par le Wissenschaftsrat.     

## Campus
L’université possède un campus vert à Pankow-Niederschönhausen, au nord de Berlin. Les résidences étudiantes se trouvent à proximité immédiate du campus. La majorité des bâtiments de l’université ont autrefois servi d’ambassades en RDA (Cuba, Egypte et Nigeria notamment).  

## Sources
1. ↑  « Studienprogramme - Bard College Berlin », sur www.berlin.bard.edu (consulté le 19 octobre 2017)
2. ↑  « Program for International Education and Social Change - Bard College Berlin », sur www.berlin.bard.edu (consulté le 19 octobre 2017)
3. ↑  « The BA in Humanities, the Arts and Social Thought accredited by ACQUIN », sur berlin.bard.edu
4. ↑  « BA in Economics, Politics, and Social Thought receives Accreditation », sur berlin.bard.edu
5. ↑  « Student Housing - Bard College Berlin », sur www.berlin.bard.edu (consulté le 19 octobre 2017)